# Masao Nozawa
Masao Nozawa, född 26 augusti 1906 i Hiroshima prefektur, Japan, död 18 november 1994, var en japansk fotbollsspelare.